# Luis Miguel Sánchez Cerro
Luis Miguel Sánchez Cerro (Piura, 12 de agosto de 1889-Lima, 30 de abril de 1933) fue un militar y político peruano, que ocupó la presidencia del Perú en dos ocasiones: la primera, del 27 de agosto de 1930 al 1 de marzo de 1931, como Presidente de una Junta Militar de Gobierno instalada después del golpe de Estado al presidente Augusto B. Leguía; y la segunda, como Presidente Constitucional, después de ganar unas reñidas elecciones en 1931, a la cabeza de su partido, la Unión Revolucionaria. No cumplió su período constitucional, pues fue asesinado por Abelardo Mendoza Leyva, un joven militante del partido aprista, organización a la que había proscrito, aunque no se ha determinado si fue víctima de un acto individual o de un complot.
Una de las razones de la gran popularidad que tuvo en vastos sectores de la población fue su marcada fisonomía de mestizo o cholo, haciendo que varias personas lo vieran «como uno más de ellos», pero se dice que en realidad era afroperuano, teniendo como base una leyenda urbana que aseguraba que nació en La Mangachería, famoso arrabal piurano poblado de descendientes de esclavos mangaches. El historiador Héctor López Martínez lo describe como «un hombre de corta estatura, magro de carnes, de tez oscura, con ojos negros y chispeantes, gestos enérgicos y don de mando.» También contribuyó a su popularidad su nacionalismo y su pretensión de desconocer el tratado de límites con Colombia firmado durante el gobierno de Leguía, lo que provocó un enfrentamiento bélico con dicha nación.
De su breve mandato destaca la promulgación de la Constitución Política de 1933 (la cual fijaba en seis años el período presidencial, prohibía la reelección inmediata del presidente de la República, implantaba la libertad de culto y reconocía el divorcio); asimismo otorgó a los obreros vacaciones y el descanso remunerado por el día del trabajo, creó los restaurantes populares, suprimió la ley de conscripción vial, equipó las Fuerzas Armadas, continuó la construcción de la carretera Central, etc. Debido a su actuación política en medio del período más turbulento de la historia peruana del siglo XX, Sánchez Cerro es sin duda una personalidad muy controvertida, y todavía tiene en el Perú acérrimos detractores así como enconados defensores.

## Biografía
Luis Miguel Sánchez Cerro fue hijo de Antonio Sánchez y Rosa Cerro de Sánchez. Su familia era de clase media, modesta, pero bien constituida. Hizo los estudios primarios y secundarios en el colegio San Miguel de Piura de su ciudad natal, siendo uno de sus amigos escolares Luis Antonio Eguiguren. Era conocido por el apodo de «El Dictador» por su forma de realizar actividades.
Fue el segundo presidente peruano no blanco, después de Andrés de Santa Cruz, al tener ascendencia ascendencia indígena peruana o ascendencia afroperuana malgache, según el rumor de que la zona de Piura en donde se originó era poblada por descendientes de esclavos malgaches.
En 1906 se trasladó a Lima para ingresar a la Escuela Militar de Chorrillos, de la cual egresó como subteniente de infantería en 1910. A su pedido fue inmediatamente destacado a Sullana, donde se hallaba acantonado el regimiento que guarnecía la frontera con Ecuador, en medio de la amenaza de guerra con este país a raíz de la rebelión ecuatoriana contra el fallo arbitral del rey de España sobre el diferendo limítrofe. La guerra no estalló y Sánchez Cerro pasó a Sicuani en 1911 y luego a Lima, en 1912.
Con el grado de teniente, participó activamente en el golpe que derribó al presidente Guillermo Billinghurst en 1914, quedando gravemente herido; de las cinco heridas de bala que sufrió, una le originó la pérdida de dos dedos de la mano derecha, lo que le valió el apodo quechua de «el collota» (‘mano como mortero o canto rodado’) y el apelativo criollo de «el mocho» (‘mutilado’).
Promovido al grado de capitán, sirvió como adscrito al Estado Mayor, es decir, fue alejado del mando de tropas, posiblemente por temores políticos.
En 1915 fue nombrado adjunto militar en Washington, Estados Unidos; allí permaneció pocos meses y de vuelta en el Perú, actuó como capitán en el Servicio Geográfico del Ejército.
Ya bajo el segundo gobierno de José Pardo fue destacado a un regimiento de Arequipa (1915); luego fue enviado como jefe provincial a Carabaya (1916) y enseguida a la guarnición de Loreto (1918), donde, ya como sargento mayor, tuvo una destacada actuación en la frontera con Ecuador, deteniendo, casi sin auxiliares, el avance de 50 soldados ecuatorianos al mando del teniente Miguel Bonilla (3 de marzo de 1919).
Ascendido a mayor fue destacado nuevamente a Arequipa (1920) y luego a Sicuani (1921). Por sus actividades conspirativas contra el segundo gobierno de Leguía, fue separado de su regimiento y nombrado juez militar sustituto en el Cuzco, donde el 21 de agosto de 1922 efectuó un pronunciamiento contra el gobierno, el cual fue reprimido fácilmente luego de caer gravemente herido. Un mes después fue confinado en la isla Taquile, en el lago Titicaca, pasando después a la isla San Lorenzo, frente al Callao, otro de los centros de reclusión de la dictadura leguíista.
Separado del ejército, pasó grandes dificultades y se dedicó al negocio de la venta de carbón de palo. No pasó sin embargo mucho tiempo para lograr su readmisión en el ejército, ya que el presidente Leguía solía mostrarse generoso con aquellos oficiales dispuestos a reconciliarse con él. En 1924 se le permitió volver como ayudante en el ministerio de Guerra; luego fue nombrado jefe del batallón de zapadores N.º 4 que se había sublevado en La Pampa (Cuzco), hacia donde marchó solo, negándose llevar consigo tropas leales. Contra todo pronóstico, logró disciplinar y reorganizar dicha unidad. Pero debido a suspicacias políticas fue separado bruscamente del mando de su batallón.
Fue nombrado jefe provincial de Cajatambo pero no aceptó el cargo y por resolución suprema del 18 de agosto de 1925 fue enviado a Europa en misión de estudio militar. Estuvo en Italia (septiembre 1925 - septiembre 1926) y en Francia (octubre 1926 - enero de 1929). En Francia realizó estudios en Escuela Especial Militar de Saint-Cyr. En París, Sánchez Cerro cultivó su amistad con los intelectuales Ventura García-Calderón y Francisco García-Calderón.
Se dice también que se alistó en el ejército español y que participó durante 14 meses en la guerra del Rif, desarrollada en el norte de África. Sin embargo, el historiador Jorge Basadre niega su participación en dicha guerra.
Como resultado de sus viajes, Sánchez Cerro llegó a tener buen conocimiento del idioma francés; el inglés lo aprendió durante su estadía en Estados Unidos en 1915, y sabía también algo de italiano.
El 15 de enero de 1929 retornó al Perú y al parecer reinició su labor conspirativa contra el gobierno de Leguía, que venía gobernando ya casi una década, tras sucesivas reelecciones. Lo que se sabe con certeza es que, en febrero de ese año, Sánchez Cerro asumió la Dirección de Infantería y de marzo a junio fue jefe provincial en Alto Amazonas.
Luego fue nombrado comandante del batallón de zapadores N.º 3, acantonado en Arequipa. En febrero de 1930 fue ascendido a teniente coronel, reteniendo la jefatura de dicho batallón. En teoría, se portaba como un oficial leal al gobierno y se le concedían puestos públicos, pero poco después inició el levantamiento que pondría fin al Oncenio de Leguía.
La siguiente parte de su biografía corresponde ya a la historia del Perú de 1930 a 1933.

## Golpe de Estado contra Leguía

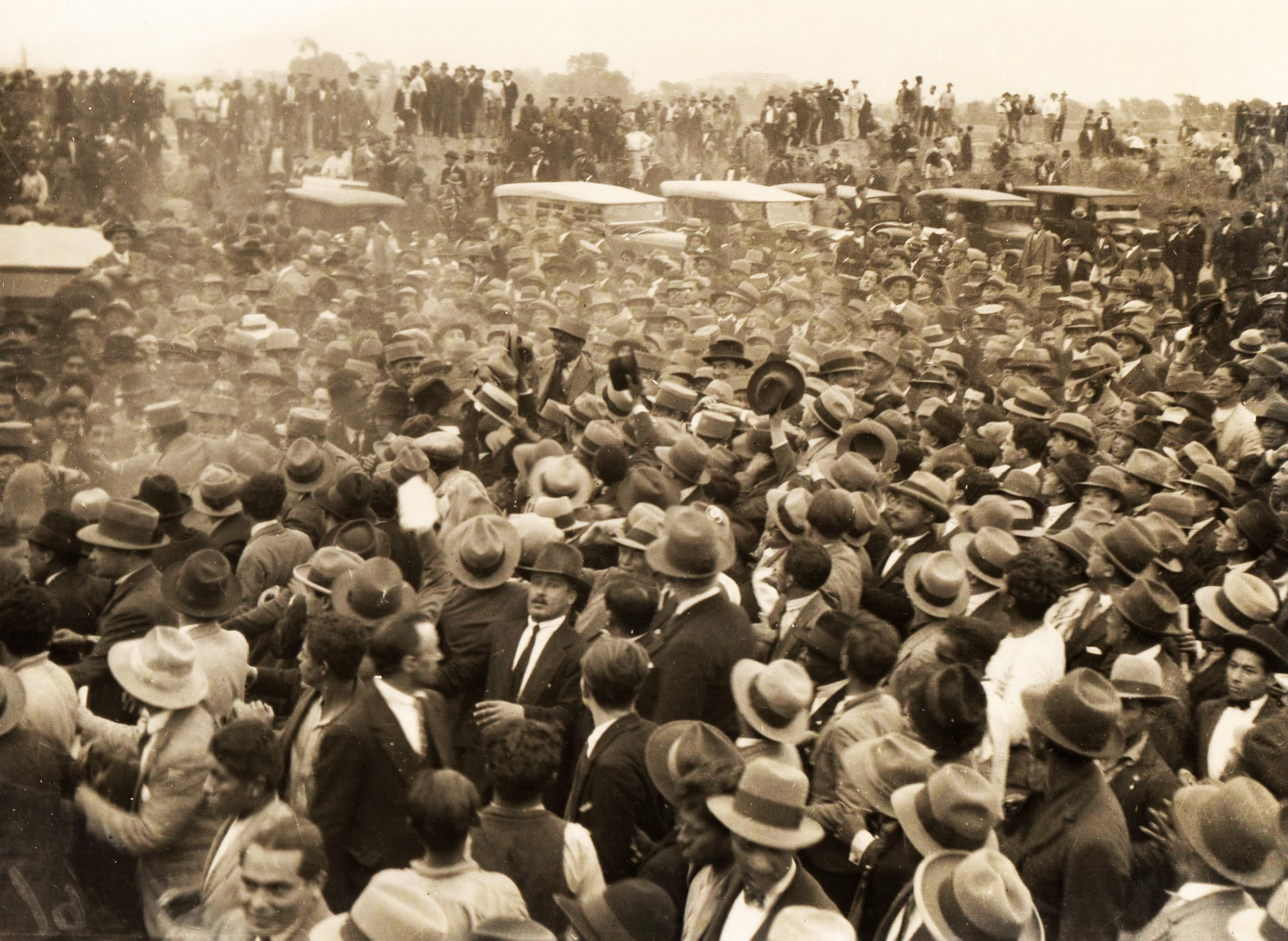
El comandante Luis Miguel Sánchez Cerro con la multitud en Arequipa, el 22 de agosto de 1930.

El 22 de agosto de 1930, Sánchez Cerro, encabezando la guarnición de Arequipa, se sublevó contra el gobierno de Augusto Leguía. El pronunciamiento respectivo fue redactado por el jurista arequipeño José Luis Bustamante y Rivero (que años después se convertiría en presidente constitucional del Perú). El movimiento insurgente se propagó rápidamente por el sur del país. También en Lima el ambiente era favorable para la revolución. Para dominar la situación, Leguía pretendió formar un gabinete militar, pero en las primeras horas de la madrugada del 25 de agosto, un grupo de militares de la guarnición de Lima se presentó en Palacio de Gobierno y solicitó su renuncia.
Leguía aceptó y renunció el mando, que quedó en manos de una Junta Militar de Gobierno presidida por el general Manuel María Ponce Brousset. Como medida de protección se trasladó a Leguía al buque Almirante Grau, en donde debería ser conducido al extranjero. Sin embargo, poco después, ante la exigencia de los revolucionarios de Arequipa, Leguía fue tomado prisionero a bordo del buque, obligado a desembarcar y confinado en la isla de San Lorenzo. Se decretó el receso del Congreso y la amnistía general.
El 27 de agosto llegó a Lima, vía aérea, el comandante Sánchez Cerro, siendo recibido apoteósicamente. En el acto constituyó una Junta Militar de Gobierno bajo su presidencia. Se produjeron en Lima grandes manifestaciones populares y el asalto a la casa del expresidente y los principales miembros de su régimen.
El levantamiento de Sánchez Cerro fue uno de varios que se dieron en todo el país; sin embargo, fue elegido por los insurrectos para que asumiera la dirección del país. Dado este acontecimiento ganó popularidad en todo el país, pues el gobierno dictatorial de Leguía había visto reducida su aprobación en un contexto de crisis económica mundial.

## Presidente de la Junta de Gobierno (1930-1931)

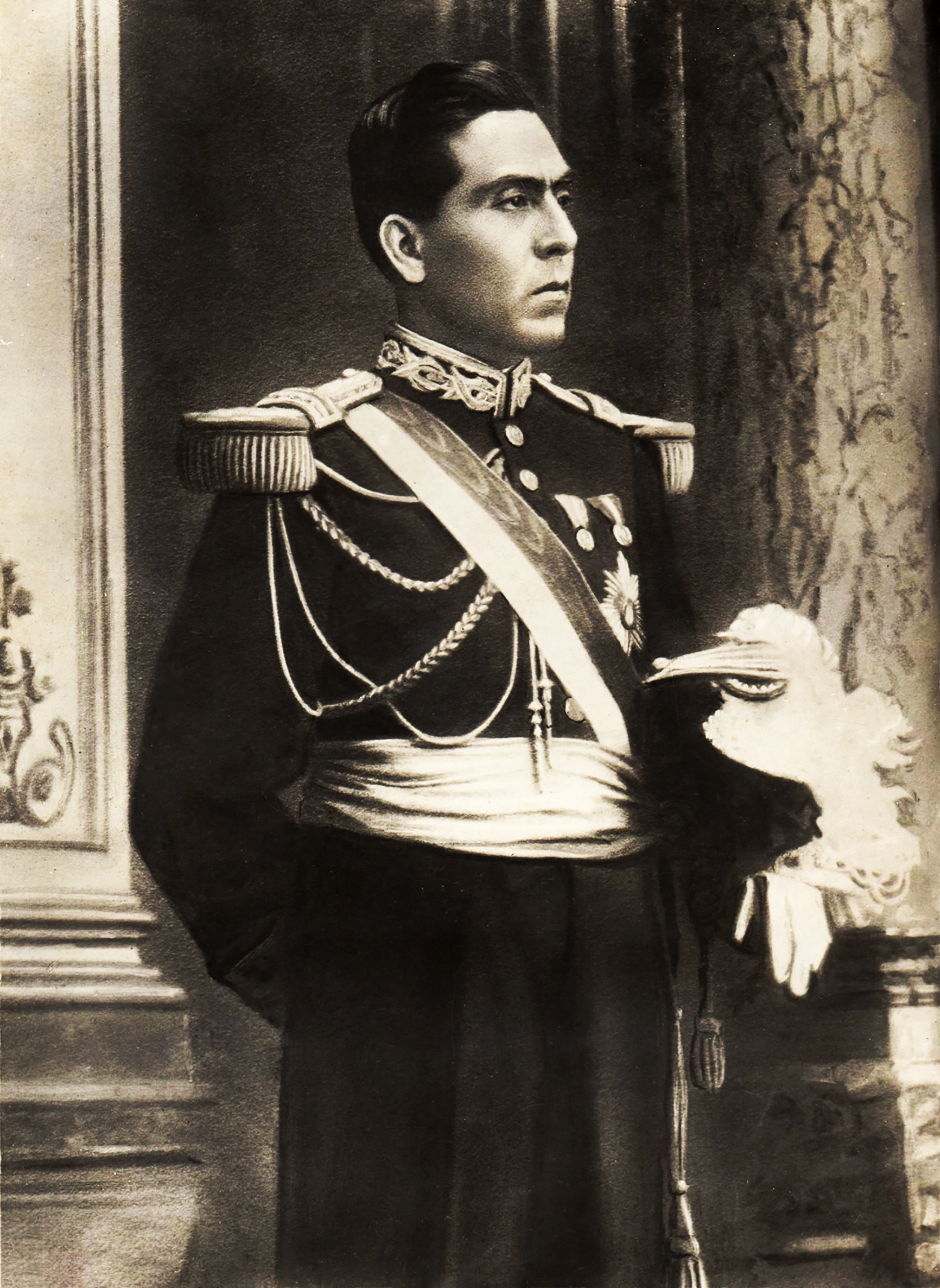
Crl. Luis Sánchez Cerro, presidente de la Junta de Gobierno de 1930 a 1931.

La Junta de Gobierno presidida por Sánchez Cerro gobernó del 27 de agosto de 1930 al 1 de marzo de 1931. Fue un período especialmente crítico para el país. La crisis económica mundial que estalló en 1929 repercutió durante el final del gobierno de Leguía y durante el gobierno de la junta de Sánchez Cerro. Cayeron los precios de los productos de exportación como algodón, lana, azúcar, minerales. La moneda disminuyó su poder adquisitivo, se produjo la restricción en materia de créditos, el comercio de importación disminuyó notablemente debido a la falta de capital y los ingresos fiscales sufrieron una merma considerable. Cayeron muchas entidades financieras y de crédito, como el Banco Perú y Londres. La desocupación fue incrementándose mes a mes.
La crisis económica ocasionó naturalmente el descontento social. Ocurrieron disturbios obreros en Talara, Cerro de Pasco y La Oroya, instigados por los partidos izquierdistas recientemente aparecidos, y que fueron severamente reprimidos. En el puente de Mal Paso, cerca de La Oroya, murieron muchos obreros a manos de la policía. En Oyolo (departamento de Ayacucho) hubo un choque sangriento entre la policía y los indígenas.
Ocurrieron también conflictos estudiantiles que culminaron con la captura de la Universidad de San Marcos por los estudiantes, los que fueron desalojados por las fuerzas del gobierno ocasionando la muerte del estudiante de medicina Guido Calle, el 4 de febrero de 1931.

### Medidas tomadas por la Junta de Gobierno

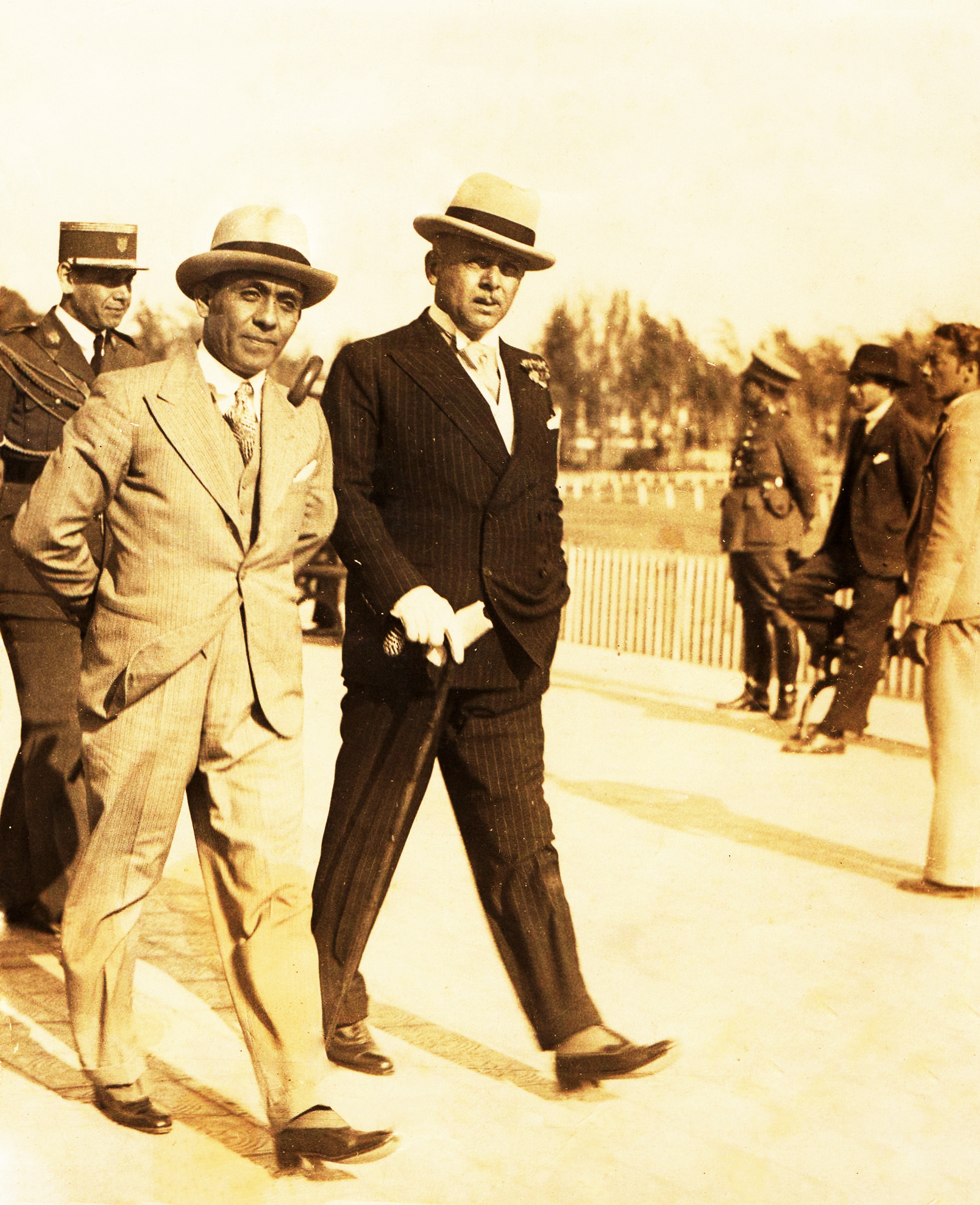
Sánchez Cerro junto a Edwin W. Kemmerer, economista estadounidense a cargo de la misión Kemmerer en 1931.

- Se trasladó al derrocado expresidente Leguía a la Penitenciaría de Lima, donde permaneció encerrado en pésimas condiciones, pese a su ancianidad y a su mal estado de salud.[18]
- Se estableció el Tribunal de Sanción Nacional para juzgar los casos de enriquecimiento ilícito durante la dictadura leguiísta.[22]
- Se derogó, el 31 de agosto, la ley de conscripción vial; también llamada la Mita Republicana, ley que había sido implantada por Leguía y por la cual se obligaba a la población —sobre todo indígena— a trabajar temporalmente en las obras viales del país. Esta disposición reivindicativa contribuyó a la mayor popularidad de Sánchez Cerro.[22]
- Se estableció el matrimonio civil obligatorio, que tenía precedencia al matrimonio religioso, así como el divorcio absoluto.[20]
- Se expidieron disposiciones de carácter moralizador tales como la prohibición de los juegos de azar o envite[22] y aquella que obligaba a los funcionarios públicos a declarar sus bienes.[23]
- Por decreto ley del 12 de noviembre de 1930 fue disuelta la Confederación General de Trabajadores del Perú (CGTP), de inspiración comunista, fundada poco tiempo atrás.[24]
- Para remediar la crisis económica, y por sugerencia del presidente del Banco de Reserva Manuel Augusto Olaechea, se contrató en Estados Unidos una misión de expertos financieros, bajo la dirección del profesor Edwin W. Kemmerer.[25] De la serie de medidas que aconsejó dicha misión, la Junta de Gobierno solo acogió parcialmente unas cuantas, como la Ley de Bancos, la reestructuración del Banco Central de Reserva (que había sido creado en 1922 como Banco de Reserva), para así lograr el reajuste monetario.
- Se trasladó la capital del departamento de Junín a Huancayo (hasta entonces había estado en Cerro de Pasco).[26]

### Renuncia
Hasta este momento, el país no se había pacificado, puesto que los demás líderes que se habían levantado en contra del gobierno de Leguía también deseaban acceder al poder. En febrero de 1931 estalló en la fortaleza del Real Felipe del Callao, una sublevación militar-policial que fue debelada.
Pero la situación se agravó cuando poco después estalló en Arequipa una nueva revolución de carácter popular. Ante tal situación, Sánchez Cerro tuvo que dejar la presidencia de la Junta el 1 de marzo de 1931, asumiendo interinamente el jefe de la iglesia católica peruana, monseñor Mariano Holguín, como presidente de una junta de notables, que inmediatamente dio pase a una Junta Transitoria presidida por Ricardo Leoncio Elías y luego a otra presidida por el teniente coronel Gustavo Jiménez.
Sin embargo, dichas Juntas no gozaron de apoyo y la presión popular impuso al viejo líder apurimeño David Samanez Ocampo como presidente de una Junta Nacional de Gobierno, con representación de todo el país.
Samanez pacificó momentáneamente al país e hizo una reforma económica, pero su misión fundamental fue la dación de un Estatuto Electoral, que reglamentó las elecciones generales para presidente de la República y los representantes de la Asamblea Constituyente, cuya fecha de realización fue fijada el 11 de octubre de 1931.

## Contienda electoral de 1931

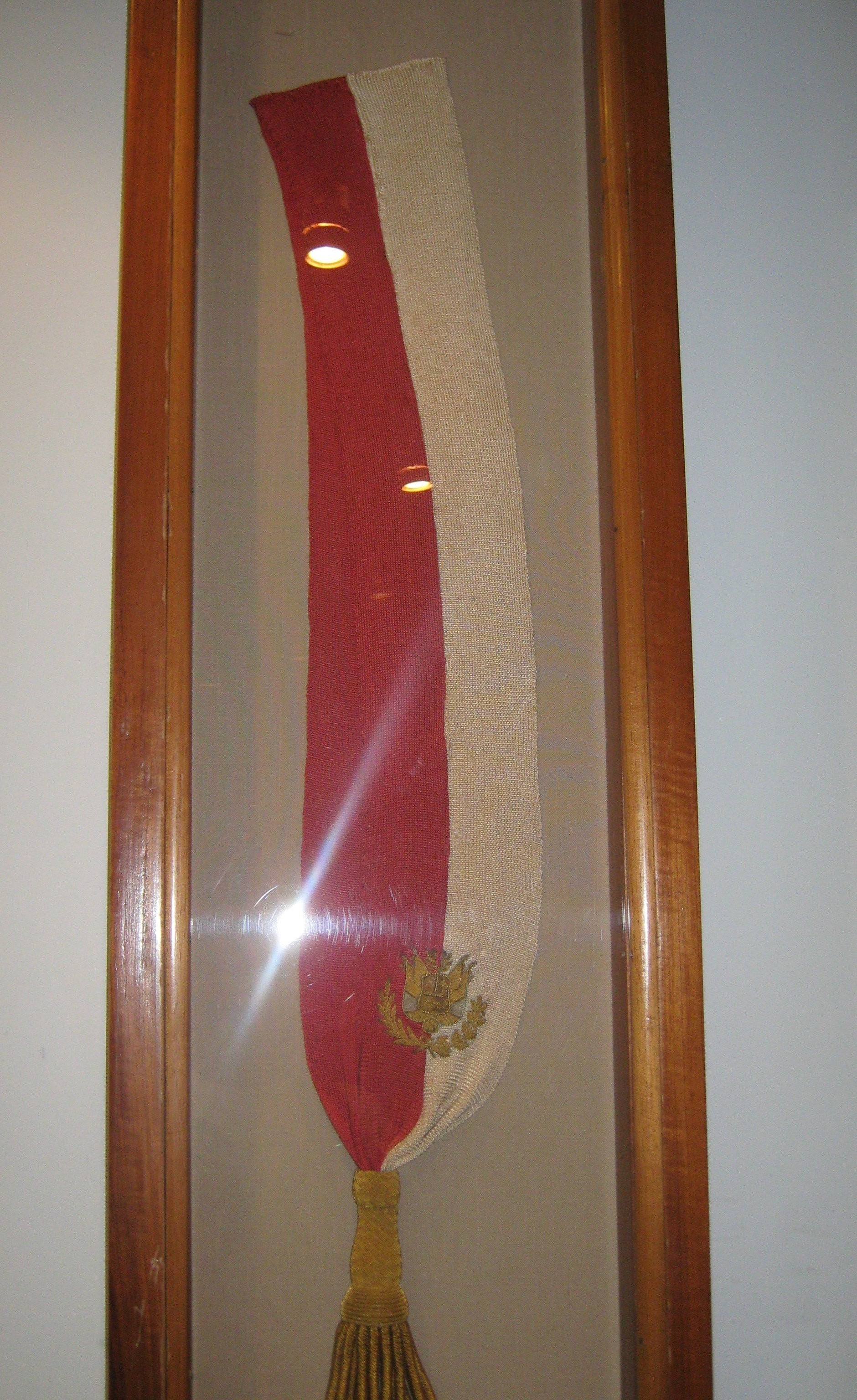
Banda presidencial de Sánchez Cerro en 1931.

Durante las elecciones de 1931 se presentaron como candidatos: 
- El comandante Luis Sánchez Cerro, lanzado por un nuevo partido por él formado, la Unión Revolucionaria, y apoyado por elementos conservadores.
- El antiguo líder estudiantil Víctor Raúl Haya de la Torre, por el Partido Aprista, fundado por él mismo durante su exilio, organización que emergía entonces con gran apoyo popular, especialmente en el norte del país.
- El doctor Arturo Osores Cabrera, veterano político que había combatido tenazmente la dictadura de Leguía; su candidatura fue lanzada por una agrupación llamada Partido Coalición Nacional.
- El doctor José María de la Jara y Ureta, jurista y diplomático, cuya candidatura fue impulsada a último momento, con el objeto de encontrar un aspirante a la presidencia del Partido Descentralista.

La campaña electoral fue violenta, tanto en Lima como en el resto del país. La lucha principal se concentró entre Sánchez Cerro y Haya de la Torre. La Junta de Gobierno cumplió con dar la más amplia libertad durante todo el proceso, procediendo con energía para detener los desbordes, pero actuando también con entera imparcialidad. Realizados los escrutinios, el Jurado Nacional de Elecciones proclamó Presidente electo a Sánchez Cerro por haber obtenido 152 062. Haya de la Torre obtuvo 106 007; La Jara y Ureta, 21 921, y Osores, 19 653.
Los apristas no aceptaron el resultado y acusaron de fraude al proceso, lo cual nunca lograron demostrar. Cabe mencionar que Sánchez Cerro poseía un gran carisma con el cual las masas populares se sentían identificadas. Conocía además el Perú profundo, es decir las provincias del interior, lo que se explica por su oficio de militar. «Es cholo como nosotros» se llegó a escuchar en uno de sus memorables mítines. Seducía también su aureola de militar bravo y bizarro, con muchas cicatrices. Es por ello entendible que obtuviera el triunfo, frente a un político todavía novel como era Haya.
El 8 de diciembre de ese mismo año se instaló el nuevo Congreso con facultades de Constituyente (es decir, para dar una nueva Constitución), y ante esta asamblea, Samanez, en representación de la Junta Nacional de Gobierno, hizo entrega del poder al candidato triunfante, ese mismo día.

## Presidente Constitucional de la República (1931-1933)

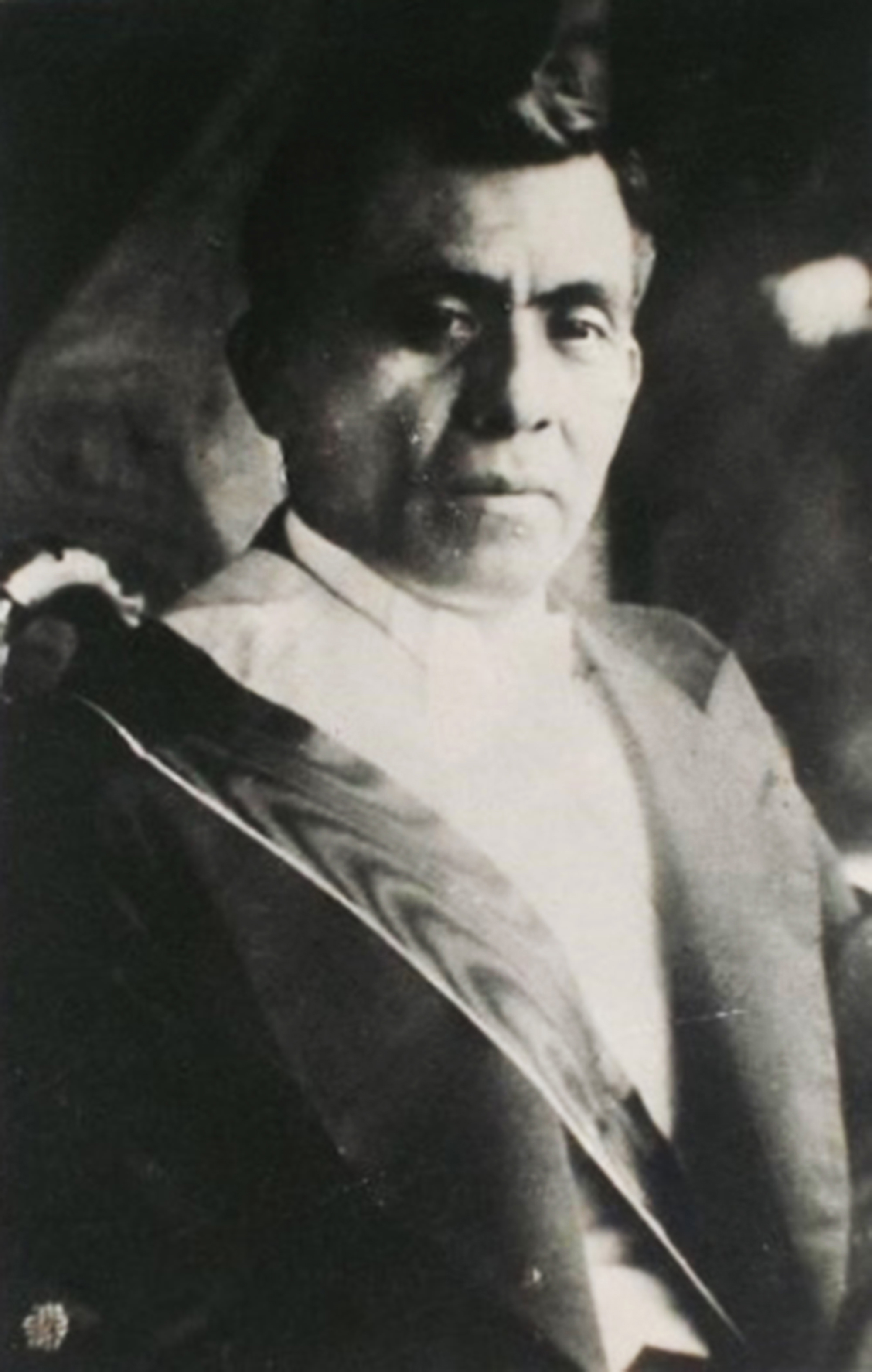
Luis Miguel Sánchez Cerro, presidente constitucional de la República, vestido civil, foto en 1933.

Sánchez Cerro inauguró su gobierno el 8 de diciembre de 1931, contando con mayoría parlamentaria. Su grupo político era la Unión Revolucionaria, en el que descollaba el doctor Luis Alberto Flores Medina. Los grupos opositores los conformaban los apristas, los descentralistas, los independientes y los socialistas. La tarea principal del Congreso Constituyente era discutir una nueva Constitución Política. También ascendió a Sánchez Cerro al grado de General de Brigada.

### Crisis política
El nuevo gobierno se inició contando con una intensa oposición del partido aprista, que desconoció su triunfo. Estuvo por eso lleno de incidencias políticas que derivaron en acciones sangrientas e hicieron vivir al país un período de profunda intranquilidad que impidió la acción eficaz tanto del gobierno como de los particulares, al impedir que el país se repusiera de la crisis económica que lo agobiaba.
Ante esta situación, el Congreso aprobó leyes severas, entre ellas una llamada Ley de Emergencia, que dio al gobierno poderes especiales para reprimir a los opositores, en especial a los apristas, aunque también a los comunistas (después los militantes de la Unión Revolucionaria acuñarían el término de «aprocomunista», para confabular a ambos grupos políticos). La violencia de la lucha política llevó al gobierno a apresar y deportar a los principales líderes apristas y a los 23 integrantes de la célula parlamentaria aprista.
Una serie de sucesos sangrientos ocurridos en un breve lapso dan una idea de la terrible crisis en la que se debatió por entonces el país:
- Un atentado criminal contra la vida del Presidente de la República en la Iglesia de Miraflores, por obra de José Melgar Márquez, un joven militante aprista (6 de marzo de 1932). Sánchez Cerro sufrió un disparo de bala que le perforó un pulmón, pero se recuperó al cabo de un mes. El autor material del atentado fue juzgado y condenado a muerte, pero se le conmutó la pena por la de encierro.[40]
- Una rebelión de marineros en los buques de la escuadra en el Callao (7 de mayo de 1932). Fue reprimida cruentamente, y tras ser sometidos a una corte marcial, fueron fusilados ocho marineros, ante la presencia del ministro de Gobierno, Luis A. Flores. A raíz de esta sublevación, fue clausurada la Universidad Mayor de San Marcos, pues se vinculó a los estudiantes con la propaganda subversiva que alentara a los marineros a rebelarse.[41]
- Una sublevación fomentada por los apristas en Trujillo, el 7 de julio de 1932, la llamada revolución aprista de Trujillo. Los sublevados asaltaron el cuartel O’Donovan y secuestraron a varios oficiales del Ejército. José Agustín Haya de la Torre, hermano del líder aprista, asumió como prefecto del departamento. Desde Lima el gobierno envió nutridas fuerzas, incluida la aviación, y reprimió severamente la rebelión.[42] La ciudad fue tomada casa por casa. Antes de huir a la sierra, un grupo de civiles descontrolados, motivados por venganzas personales o siguiendo directivas de sus jefes, asesinaron a los oficiales que se hallaban prisioneros en el cuartel O’Donovan, lo que enardeció aún más la represión de los militares.[43][44] Según información oficial fueron fusilados 43 apristas, aunque se sabe que un número indeterminado fueron igualmente pasados por las armas (se mencionan cifras que van de mil a seis mil personas).[45] En Huari y en Huaraz estallaron otras rebeliones que igualmente fueron reprimidas.[46]
- Una sublevación militar en Cajamarca encabezada por el comandante Gustavo Jiménez, quien se proclamó Jefe Supremo de la República, pero fue vencido en Paiján y se quitó la vida disparándose un tiro en la cabeza (14 de marzo de 1933).[47]

No sin razón el año 1932 ha sido denominado como el «Año de la Barbarie». El Perú se debatía en medio de una grave crisis política y social.

### La Constitución de 1933

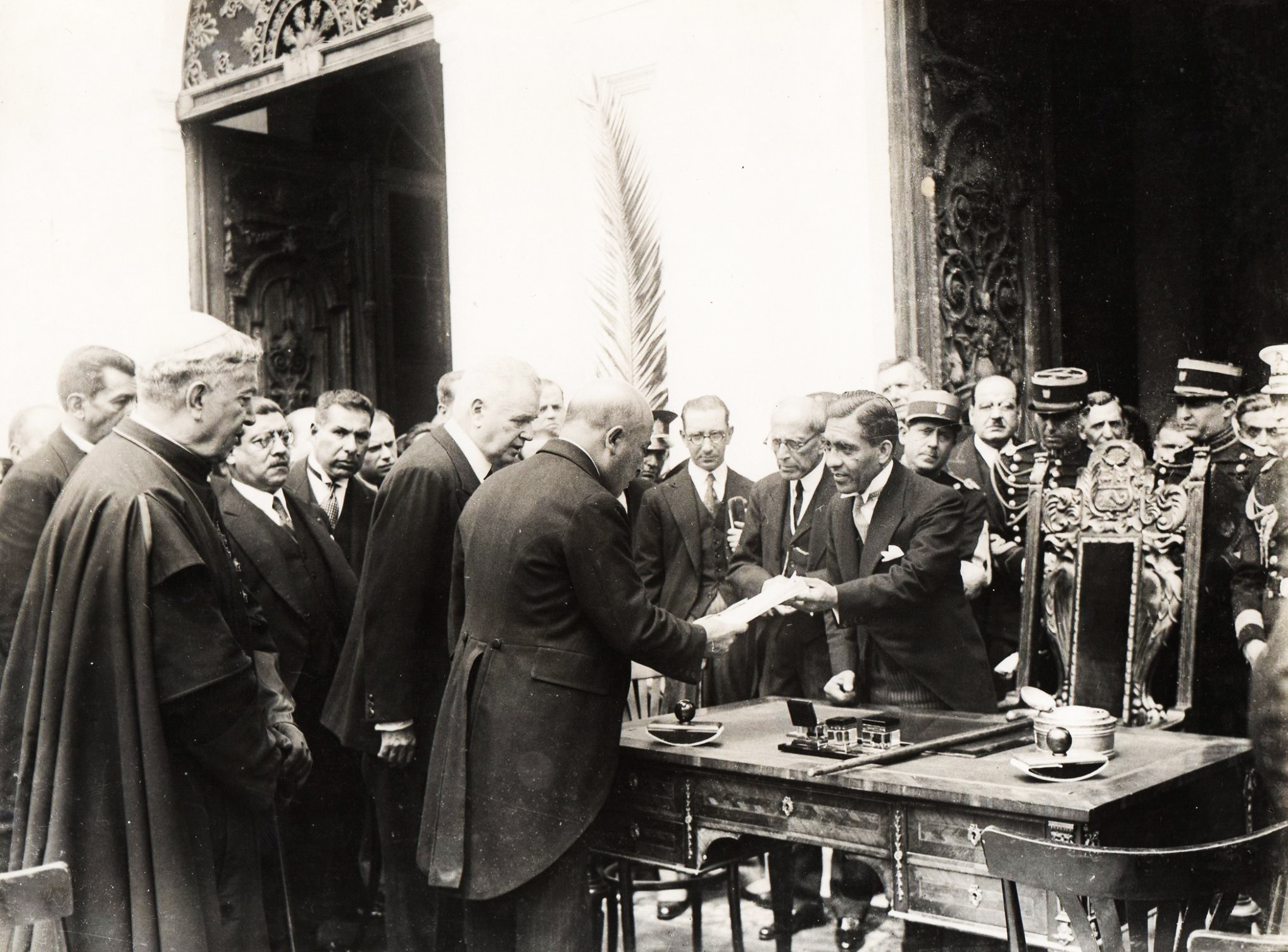
El presidente Luis Miguel Sánchez Cerro en la ceremonia de promulgación de la Constitución de 1933.

Tras arduos debates, el Congreso Constituyente promulgó una nueva Constitución, que fue refrendada por el presidente Sánchez Cerro el 9 de abril de 1933. Esta Carta se podría calificar de moderada y de carácter mixto presidencial-parlamentario. Rigió hasta 1980, aunque en 1968 sería suspendida por el Gobierno Revolucionario de las Fuerzas Armadas.
Entre los principales dispositivos de esta Constitución destacamos los siguientes:
- Estableció el período presidencial en seis años y prohibió la reelección inmediata.[9]
- Otorgó a las cámaras legislativas la facultad de derribar gabinetes e incluso de privar de su cargo al presidente. Pero no hubo ningún contrapeso, pues el Ejecutivo no podía por ningún motivo disolver las cámaras legislativas (algo que solo se establecería a partir de la Constitución de 1980).[49]
- Mantuvo el centralismo administrativo, aunque otorgó autonomía económica y administrativa a los municipios.
- Declaró a la religión católica como la oficial, aunque dejaba establecida la libertad de cultos.[50]
- Acogió de manera detallada las garantías individuales, señalando las obligaciones del Estado frente a ellas, y autorizó el recurso del habeas corpus en ese tipo de derechos.[51]
- Estableció la pena de muerte por delitos de traición a la patria y homicidio calificado, establecidos por ley.
- Añadió el artículo 213, por el cual las fuerzas armadas tienen la finalidad de "asegurar los derechos de la República, el cumplimiento de la Constitución y de las leyes y la conservación del orden público".[52] Este artículo sería posteriormente utilizado por los altos mandos militares para legitimar los consiguientes golpes de Estado.[53]

### La guerra con Colombia

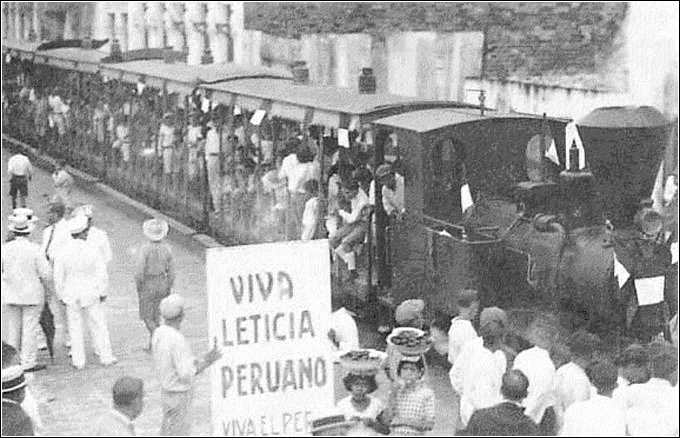
Manifestantes peruanos protestando por la cesión del puerto de Leticia a Colombia.

A los graves problemas internos que tenía el Perú, se sumó un serio incidente internacional con Colombia, que llevó a ambas repúblicas a un estado de guerra.
El problema se originó el 1 de septiembre de 1932, cuando un grupo de civiles peruanos residentes de la población de Leticia, ubicada en el llamado Trapecio Amazónico (territorio que el Perú había cedido a Colombia por el Tratado Salomón-Lozano de 1922), depusieron sin mayor violencia a las autoridades colombianas de dicha población, y las embarcarse rumbo al Brasil. Leticia fue así recuperada por los patriotas loretanos.
El suceso sorprendió tanto al gobierno peruano como al colombiano. Colombia lo consideró como un problema interno y protestó ante el gobierno peruano. Este, al principio, ofreció dar una solución, pero finalmente decidió amparar a la población loretana, que ansiaba recuperar ese territorio, pues se trataba de un reclamo nacional. Pese a que se llevaron a cabo gestiones diplomáticas, ambos países se alistaron para la guerra. Ocurrieron varios choques armados en la región fronteriza del Putumayo, siendo los más recordados el combate de Tarapacá y el combate de Güepí.
El gobierno peruano llamó a la movilización y colocó al frente de la defensa nacional al general Óscar R. Benavides, el mismo que venciera a los colombianos en el combate de La Pedrera en 1911, y que fuera presidente provisorio en 1914-1915. Sin embargo, el asesinato del presidente peruano, ocurrido en abril de 1933, evitó que la guerra tomara mayores proporciones, firmándose la paz con Colombia con el Protocolo de Río de Janeiro (1934).

### Obras de gobierno

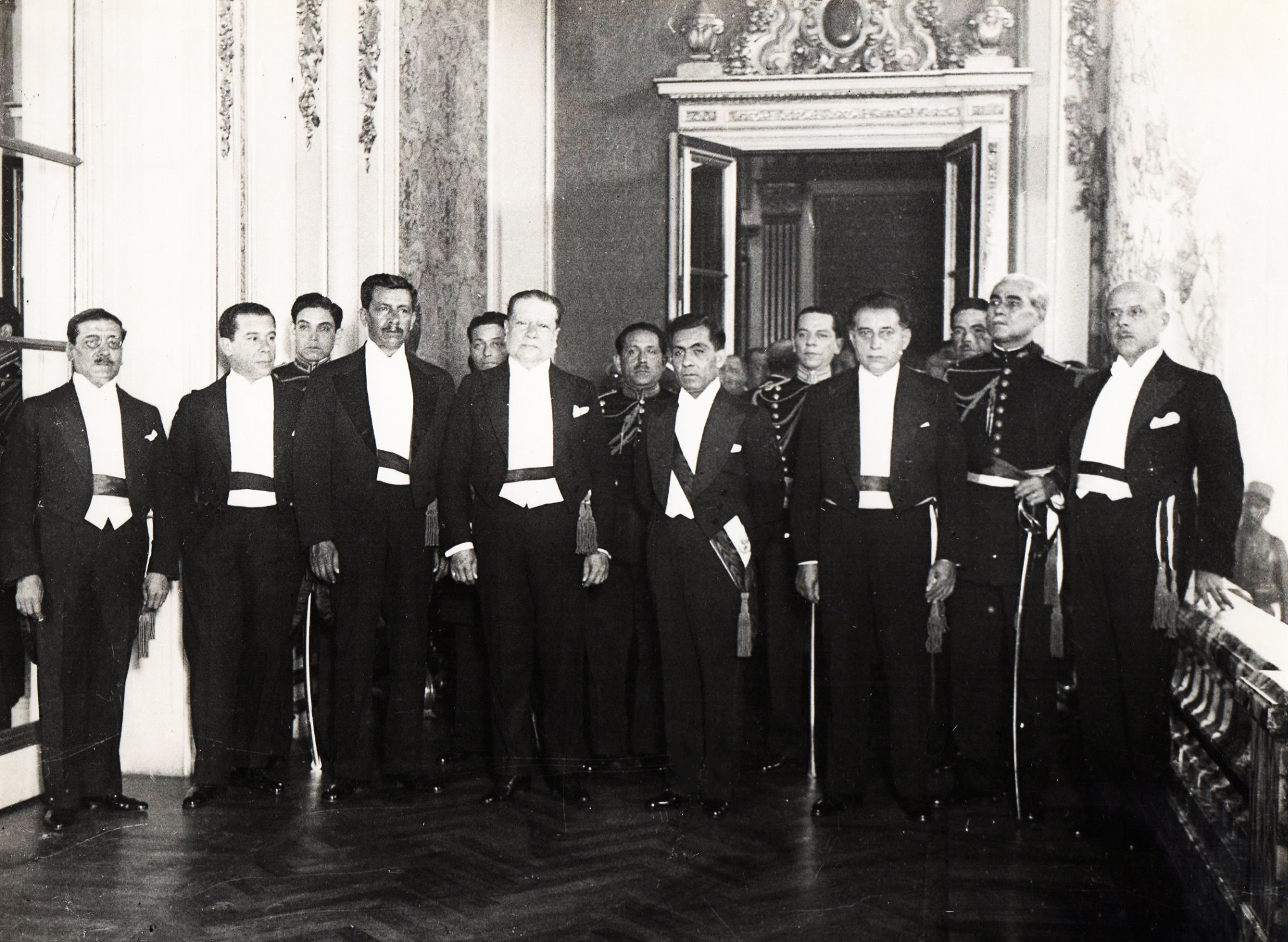
Luis Miguel Sánchez Cerro (vestido civil) y su gabinete de gobierno, 1932.

Pese a la guerra interna en que se debatía, el régimen de Sánchez Cerro pudo realizar algunas obras importantes:
- Trató de frenar las migraciones a las ciudades, atendiendo las necesidades de los pueblos.
- Se iniciaron proyectos de colonización gradual de la selva.
- Se amplió la legislación a favor de los indígenas.
- En el campo laboral y social, se concedió al obrero descanso remunerado por el día del trabajo (1 de mayo); el horario de verano para obreros y empleados; vacaciones obreras; la construcción de restaurantes populares; la supresión del impuesto a la sal; el contrato individual de trabajo.
- En el campo de la minería, estudió la nacionalización de las minas, promulgó la ley de protección a las brigadas para los lavaderos de oro y suprimió los derechos de minas.
- Protegió la industria, en especial la pesquera, poco desarrollada entonces.
- Recuperó la administración de los muelles en beneficio del estado, revisando los contratos existentes con las firmas administradoras.
- Suspendió el monopolio de los fósforos.
- En el campo de la defensa nacional, y ante la amenaza de un conflicto bélico con Colombia, se crearon la Jefatura Superior de Defensa Nacional y la Junta Económica de Defensa; se ordenó la construcción de cuarteles en La Perla, Juliaca e Iquitos; se adquirieron equipos completos para el Ejército y la Policía; se dispuso la construcción del Hospital de Sanidad de Las Palmas; y se intentó renovar todo el armamento bélico.
- En el campo de la educación se crearon escuelas modernas para mil alumnos cada una y se construyeron 90 centros educativos, así como se inauguraron escuelas prácticas y especializadas, en todo el país
- Se continuó la pavimentación de la carretera Central, así como se inició la construcción de la vía de Huánuco a Pucallpa (que se culminaría en 1943), la de Canta a Huánuco y la de la frontera de Puno. Otros caminos se construyeron en la costa, como el de Paita a Piura, el de Sullana a Tumbes y el de Talara a Tumbes.
- En materia de irrigación recibieron mayor atención las pampas de La Joya en Arequipa.

### Asesinato

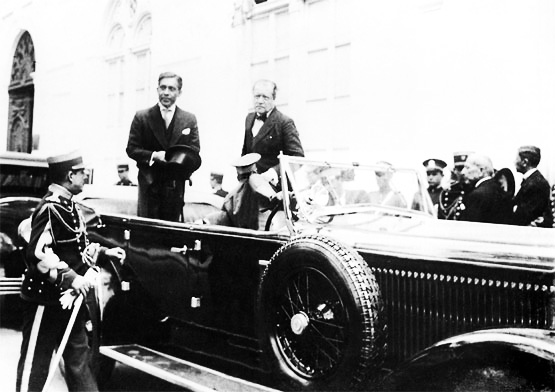
Fotografía de Sánchez Cerro en el Hipódromo de Santa Beatriz hoy Campo de Marte, minutos antes del asesinato.

En la mañana del 30 de abril de 1933, Sánchez Cerro pasó revista a las tropas que iban a combatir en el conflicto armado con Colombia y que estaban reunidas en el Hipódromo de Santa Beatriz (hoy Campo de Marte, en el distrito de Jesús María de la capital peruana). Al retirarse en su vehículo descapotado y con escolta, un individuo armado con una pistola autómatica marca Browning, se precipitó hacia él y subiéndose al estribo del carro le disparó por la espalda varios tiros. Herido de gravedad, Sánchez Cerro fue llevado de emergencia al Hospital Italiano (que quedaba en la avenida Abancay) y tras dos horas de agonía falleció; era la 1:10 p. m.. Sobre su asesino (que fue abatido en el acto por la tropa presente), se supo que se llamaba Abelardo Mendoza Leyva, que era natural de Cerro de Pasco, que sobrevivía en la capital de empleos eventuales, y que años atrás se había afiliado al partido aprista.
Según la historiadora Margarita Guerra, «muy pocos dudaron de la responsabilidad directa de la dirigencia del APRA en la consumación del crimen, y los apristas, los descentralistas, y algunos otros grupos, consideraron que la muerte del presidente era el correlato necesario a las masacres de los apristas de Trujillo, Chocope y otros pueblos».
El APRA negó siempre la autoría del crimen y lo atribuyó al accionar personal de un individuo fanatizado. Sin embargo, las investigaciones que se hicieron en su momento concluyeron que se trató de un complot, y que al auto del presidente dispararon por lo menos cuatro personas. Se acusó a Leopoldo Pita, un dirigente aprista, de ser su organizador, y se detuvo a veinte sospechosos relacionados con el Apra. Todos ellos fueron absueltos, por falta de evidencia concreta. Sin embargo, Armando Villanueva del Campo, en su libro La gran persecución, escrito en coautoría con Guillermo Thorndike, reconoció que sí hubo complot en el asesinato de Sánchez Cerro, del que participó un sector del partido aprista, del que formaba parte Pita.
El Congreso llamó al Ejército a poner orden y eligió ese mismo día al general Óscar R. Benavides para que terminara el período presidencial de Sánchez Cerro (que debió culminar en 1936). Uno de los primeros actos del nuevo gobierno fue el arreglo de la paz con Colombia.
Los restos de Sánchez Cerro descansan en el Cementerio Presbítero Maestro de Lima.

## Homenajes

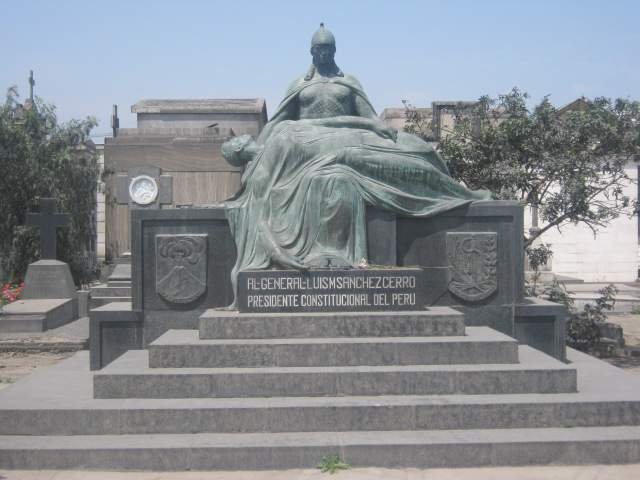
Tumba de Luis Miguel Sánchez Cerro en Cementerio Presbítero Maestro.

Por ley N.º 7773 de 19 de junio de 1933, se autorizó al Poder Ejecutivo disponer de la suma necesaria para la construcción del mausoleo del presidente Sánchez Cerro, ley que se cumplió en 1934.
Por ley N.º 8230 del 3 de abril de 1936 se creó la Provincia de General Sánchez Cerro, dentro de la jurisdicción del departamento de Moquegua.
Un decreto del presidente Benavides del 20 de agosto de 1938, ordenó que se colocara una placa de bronce conmemorativa en el frontis de la casa donde nació Sánchez Cerro.
Una avenida de Lima fue bautizada con el nombre del presidente asesinado, pero en 1947 la Municipalidad de Lima lo cambió por el de República de Chile.
Un decreto dado el 30 de abril de 1949 por la Junta Militar que presidía el general Manuel Odría, ordenó que se bautizara con el nombre de Luis Sánchez Cerro el puente monumental que por entonces se construía en Piura.